# جون دنلوب (سياسي)
جون دنلوب (بالإنجليزية: John Dunlop)‏ هو سياسي بريطاني (وحمل سابقاً جنسية المملكة المتحدة لبريطانيا العظمى وأيرلندا)، ولد في 20 مايو 1910، وتوفي في 10 مارس 1996. حزبياً، نشط في United Ulster Unionist Party ‏.

## مناصب
- في الانتخابات البرلمانية في أيرلندا الشمالية 1973 [الإنجليزية]‏، انتخب عضو برلمان أيرلندا الشمالية 1973-1974 وقد انضم خلال فترته النيابية ‏ للكتلة البرلمانية الحزب التقدمي الوحدوي الطليعي [الإنجليزية]‏.
- في الانتخابات العامة في المملكة المتحدة فبراير 1974 [الإنجليزية]‏، انتخب عضو البرلمان السادس والأربعون للمملكة المتحدة عن دائرة وسط الستر خلال فترته النيابية ‏ (28 فبراير 1974 – 20 سبتمبر 1974).
- في الانتخابات العامة في المملكة المتحدة أكتوبر 1974 [الإنجليزية]‏، انتخب عضو البرلمان السابع والأربعون للمملكة المتحدة عن دائرة وسط الستر خلال فترته النيابية ‏ (10 أكتوبر 1974 – 7 أبريل 1979).
- في الانتخابات العامة للمملكة المتحدة 1979 [الإنجليزية]‏، انتخب عضو البرلمان الثامن والأربعون للمملكة المتحدة عن دائرة وسط الستر خلال فترته النيابية ‏ (3 مايو 1979 – 13 مايو 1983).